# Opp och nervisan
Opp och nervisan är en barnsång  med text skriven av Astrid Lindgren och med musik av Georg Riedel. Sången sjungs av Emil i filmen om Emil i Lönneberga.

## Publikation
- Smått å Gott, 1977

## Inspelningar
En tidig inspelning gjordes på Astrid Lindgrens Emil i Lönneberga som utgavs 1971. Sången finns också inspelad med Totta Näslund (1999) och Siw Malmkvist och Tove Malmkvist

### Fotnoter
1. ↑  ”Svensk mediedatabas”. http://smdb.kb.se/catalog/id/001549168. Läst 19 maj 2011.
2. ↑  ”Svensk mediedatabas”. http://smdb.kb.se/catalog/id/001430335. Läst 19 maj 2011.
3. ↑  ”Svensk mediedatabas”. http://smdb.kb.se/catalog/id/001553999. Läst 19 maj 2011.